# Vizcondado de La Cervanta

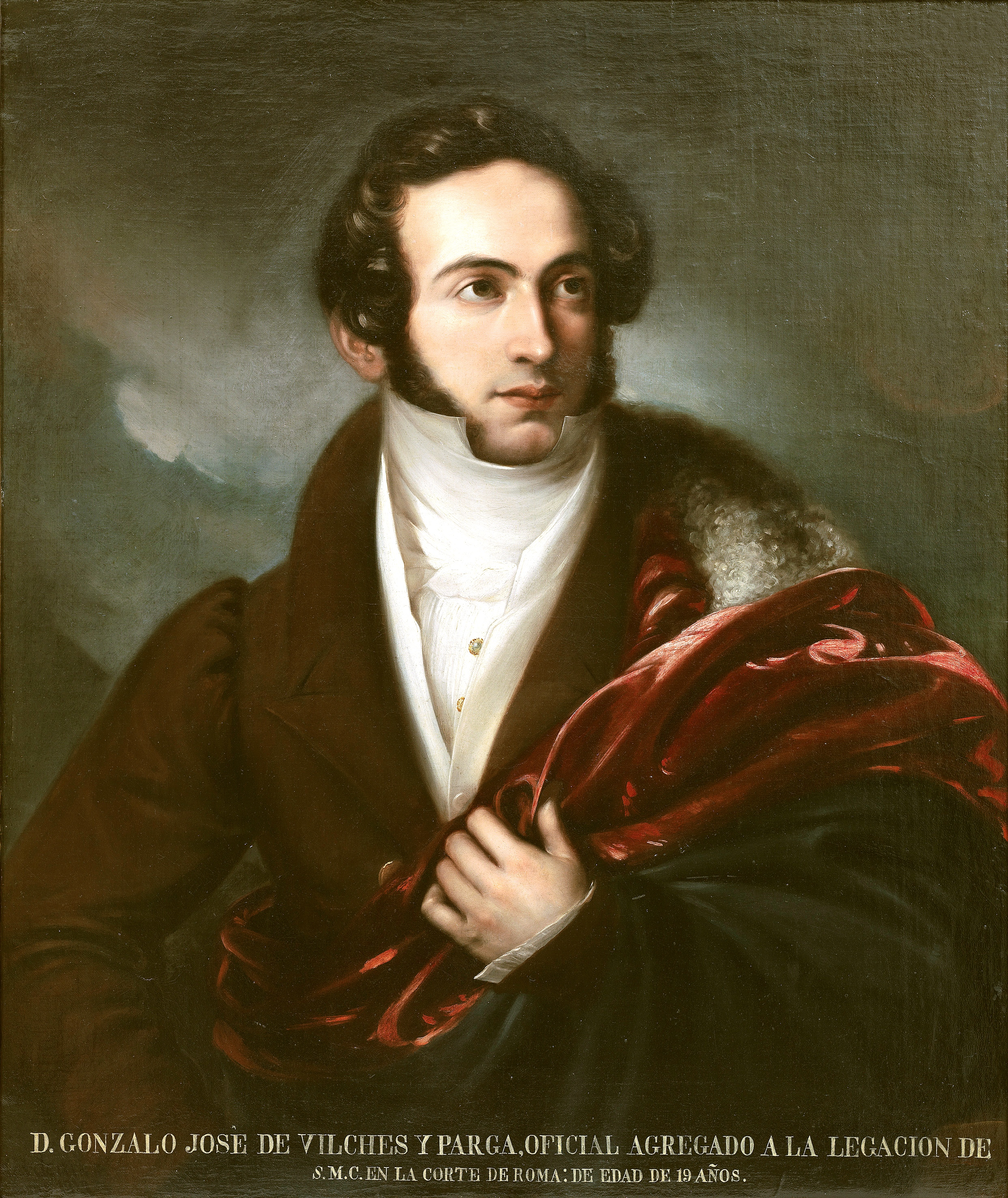
Gonzalo José de Vilches y Parga, primer vizconde de La Cervanta, por Valentín Carderera. 1827. (Museo del Prado, Madrid).

El vizcondado de La Cervanta es un título nobiliario español creado por la reina Isabel II de España en 1848 a favor de don Gonzalo de Vilches y Parga. Se trata de un vizcondado previo al condado de Vilches.

## Vizcondes de La Cervanta
|                                  | Titular                          | Periodo                          | Casa                             |
| Creación por Isabel II de España | Creación por Isabel II de España | Creación por Isabel II de España | Creación por Isabel II de España |
| -------------------------------- | -------------------------------- | -------------------------------- | -------------------------------- |
| i                                | Gonzalo de Vilches y Parga       | 1848-1879                        | Casa de Vilches                  |
| ii                               | Gonzalo de Vilches y Llano       | 1879-1918                        | Casa de Vilches                  |

## Historia
- Gonzalo de Vilches y Parga (1808-1879), i conde de Vilches (1848-1879), i vizconde de La Cervanta (1848-1879), contrajo matrimonio con Amalia de Llano y Dotres (1821-1874). Les sucedió su hijo.
- Gonzalo de Vilches y Llano (1842-1918), ii conde de Vilches, ii vizconde de La Cervanta (1879-1918), casó con María San Juan y Mendinueta, condesa de Goyeneche (¿?-1927). Tras la muerte del segundo vizconde de La Cervanta, al no existir descendencia (a excepción de un hijo que María tuvo con su anterior esposo), el vizcondado de La Cervanta quedó vacante. Actualmente ha incurrido en situación de caducidad.